# Csábító leckék
A Csábító leckék (eredeti cím: Miller's Girl) 2024-es amerikai thriller-filmdráma, amelyet Jade Halley Bartlett írt és rendezett. A főszerepekben Jenna Ortega és Martin Freeman látható.
Világpremierje 2024. január 11-én volt a Palm Springs-i Filmfesztiválon. Az Amerikai Egyesült Államokban január 26-án mutatták be a mozikban. Magyarországon január 25-én jelent meg az InterCom Zrt. fogalmazásában. 
A forgatás a Georgia állambeli Cartersville-ben zajlott.

## Cselekmény
Cairo Sweet 18 éves diáklány kiváló tanuló, ő a legjobb az osztályában. Tanára, Jonathan Miller különleges feladatot ad számára: egy novellát kell írnia kedvenc íróinak stílusában.
Miller vonzódik Cairóhoz. Ahogy Cairo is hozzá.  
Cairo barátnője Winnie ad neki tippet, hogy a felvételi esszét  egy tanár- diák közötti viszonyról írja meg. Ekkor kezdődik minden. Cairo belemegy a játékba. Kettejük között intellektuális kapcsolat alakul ki, amelynek során a flört elszabadul. A tanár és diák közötti érzelmek végül macska-egér játékba torkollik.

## Történet
A történet egy Cairo Sweet nevű 18 éves középiskolás lánnyal kezdődik, akinek a szülei egy másik országban tartózkodnak, ezért egyedül lakik egy hatalmas házban, ahol magányában az írás lett az új hobbija. Reggelente egy kissé kísérteties erdőn keresztül megy iskolába. A kreatív írás órán megismerkedik Jonathan Millerrel, az új tanárával. A középkorú férfi nem tudott sikeres íróvá válni, ezért lépett a tanári pályára. Megkéri a lányt, hogy olvassa el a tananyagként kijelölt könyveket, de Cairo már mindegyiket olvasta, amely valamelyest lenyűgözi a tanárt. Közben megjelenik egy másik lány, Winnie, aki nem csak Cairo osztálytársa, hanem legjobb barátja is. A két lány még óra előtt elmegy enni valamit. Jonathan közben felfedez egy felnőtteknek szóló könyvet Cairo holmijai között. Ekkor a férfi barátja és kollégája, Boris is megérkezik és kávét hoz neki. Elveszi az erotikus könyvet Jonathantól és elkezdi hangosan felolvasni. Majd meglepődve veszik észre, hogy Cairo Jonathan romantikus könyvét is magával hozta. Este Jonathan felesége, Beatrice, aki szintén író, belefeledkezik a munkába. Jonathan nagy nehezen magára vonja a figyelmét, és elmondja neki, hogy aznap milyen kellemes meglepetés érte. A nő hívást kap munka ügyben, de gyorsan lerendezi és táncolni kezdenek. Egyre közelebb kerülnek egymáshoz, de ekkor ismét megcsörren a telefon, tönkretéve a hangulatot. Másnap Jonathan mindezt elmondja Borisnak, aki elkezdi ugratni miatta. Később meglátják Cairot, amint kisétál az erdőből és beszélgetni kezdenek.
Jonathan megkérdezi a lányt, hogy nem fél-e egyedül az erdőben, de erre Cairo azt feleli, hogy ő ott a legijesztőbb dolog. Winnie leejti a könyveit, Boris pedig rájön, hogy szándékosan csinálta. Megkérdezi tőle, mit szeretne és Winnie flörtölni kezd vele. Ezt Cairo is látja, és azt mondja barátnőjének, hogy teljesen megőrült. A délutánt Cairo házában töltik. Cairót nyomasztja a főiskolai felvételije, amelyben egy fogalmazást kell írnia élete eddigi legnagyobb eredményéről, de fogalma sincs, miről írjon. Winnie felveti, mi lenne, ha elcsábítaná Millert, és erről írna egy romantikus történetet. Kiderül, hogy ő is valami hasonlót akar elérni Borisszal. Cairo tiltakozik, hiszen ez nem helyes, már csak azért sem, mert a férfi 20 évvel idősebb, de Winnie szerint ezzel nincs semmi gond. Rámutat, hogy Jonathan hogyan szokott nézni a lányra az órákon, és hogy az írás révén meg van köztük a kapcsolat. Cairo zavarba jön, de ez felkelti az érdeklődését Jonathan iránt. Másnap maga is elkezdi figyelni tanárát. Jonathan megkéri, hogy iskola után találkozzanak később. Jonathan meghívja Borist, hogy vacsorázzon vele és a feleségével. Boris távozás előtt egy tánclépést mutat be, majd Jonathan megpróbálja utánozni, de Cairo pont ekkor érkezik meg, és mindketten nevetnek. A tanár elmondja Cairónak, hogy annyira tetszett a legutóbbi története, hogy bizonyos részleteket szóról szóra képes felidézni. A lányt ez láthatóan boldoggá teszi. A férfi kitűzi Cairo következő feladatát. Egy rövid történetet kell írnia a kedvenc írója stílusában, és ha jól sikerül, akkor maximális pontszámot kap a félévi vizsgán.
Cairo azonnal beleegyezik és elmondja tanárának, hogy olvasta a könyvét. Ő is sok részletet tud idézni belőle, akárcsak Jonathan. Ezt hallva a férfi még inkább lenyűgözve érzi magát, és meghívja Cairót egy hétvégi találkozóra, ahol hozzájuk hasonló irodalom barátok lesznek. Este Boris, Beatrice és Jonathan együtt vacsoráznak egy bárban, ahol Winnie szolgálja ki őket. Beatrice rákérdez, hogy ő-e az a diák, akiről beszélt, de Jonathan elmondja, hogy ő egy másik lány. Ennek ellenére Beatrice féltékenysége egyértelmű. Hogy levezesse a dühét, elkezdi sértegetni Jonathant, mondván, hogy már nincs meg benne az írói véna. Évek óta nem írt semmit, és most már csak egy átlagos tanár. A férfinak ez láthatóan rosszul esik. Hétvégén Cairo elmegy a találkozóra. Jonathan követi őt, leül mellé és figyelik, ahogy egy férfi éppen egy verset szaval. Jonathan figyelmesen és meghatódva hallgatja, miközben Cairo alig veszi le róla a szemét. A vers után kimennek és kibeszélik azt. Közben Cairo rágyújt egy cigarettára, és megosztja Jonathannal. Másnap Cairo kávét hoz a tanároknak a szokásos helyükön. Boris rákérdez a lány új kinézetére, de Cairo nem felel rá semmit. Miután Boris távozik, Cairo tovább beszélget Jonathannal, és láthatóan egyre közelebb kerülnek egymáshoz. Amikor Jonathan az osztály felé tart, üzenetet kap a feleségétől, aki valószínűleg féltékenységében felveti, hogy töltsék kettesben a hétvégét valami nyugodt helyen. Az osztályban Cairo elmondja Jonathannak, hogy a kedvenc írója, Henry Miller stílusát szeretné utánozni a kapott feladatban. A tanár kissé meglepődik, hiszen egy provokatív és nehezen utánozható íróról van szó, de Cairo ragaszkodik hozzá, így Jonathan is beleegyezik, és elmondja, hogy bízik benne, majd sietve hazaindul.
Távozása után Winnie felmászik a tanári asztalra, és cukkolni kezdi Cairót. Boris megjelenik kollégáját keresve, és egyúttal megkéri Winnie-t, hogy tervezzen neki egy logót, mivel sütiket szeretne árulni. A lány elkéri a tanár telefonját, hogy megadja a számát, miközben Cairo nem találja a sajátját. A lányok hazaindulnak, de Winnie eldugta Boris telefonját a melltartójába, aki visszakéri azt. Jonathan terve, hogy hétvégén elutazik a feleségével, meghiúsul, mivel Beatrice elfoglalt a munkával. Ekkor a férfi észreveszi, hogy Cairo telefonját véletlenül hazavitte a táskájában. Mivel már nincs más programja. Elindul, hogy visszavigye. Amikor megérkezik a lány házához, elered az eső. Cairo vékony ruhában jön ki elé, és meredten néznek egymásra. Jonathan kihívja az esőbe Cairót, majd csókolózni kezdenek. Ezután Jonathan hazamegy este. Cairo küld neki egy e-mailt, benne a félévi beadandójával. Beatrice azt mondja férjének, hogy nem tud dolgozni, amíg ő ott van. Ezért Jonathan átmegy az udvaron lévő kis fészerbe. Itt kinyomtatja a történetet, amely egy tanárról és a diákjáról szól, akik eléggé hasonlítanak Jonathanra és Cairóra. A történet olvasása közben a férfi izgalomba jön és magához nyúl. Másnap azonban minden megváltozik, amikor Cairo rákérdez, mi történt. Jonathan azt mondja, nem tetszik neki a történet, és illetlennek találja, és ebben a formában nem fogadhatja el. Amikor Cairo megjegyzi, hogy a történet róluk szól, Jonathan határozottan kijelenti, hogy köztük nincs semmi. Ők csak egy tanár és egy diák.
Ezzel összetöri Cairo szívét. Jonathan közli, hogy Cairónak újra kell írnia a történetet, különben megbuktatja a félévi vizsgán. Cairo ettől dühbe gurul, és azt mondja, hogy a történet tökéletes, csak Jonathan fél elismerni, hogy jobb, mint amit ő valaha alkotott. Végül középszerű írónak nevezi, és azt mondja, ha van mersze, most buktassa meg. A lány sírva indul haza, és bedobja a történetét egy postaládába. Este Beatrice észreveszi, hogy férjével valami nincs rendben, és Jonathan elmondja, hogy volt egy kellemetlen beszélgetése egy diákjával. A felesége ezután izgatottan kérdezősködik Cairo történetének részleteiről, Még mielőtt komolyabbra fordulhatnának a dolgok, Boris benyit hozzájuk. Jonathan ismét frusztrált lesz. Közben Cairo és Winnie iszogatnak és beszélgetnek. Cairo elmondja, hogy Jonathan csak tettette, hogy közel akar kerülni hozzá. Azt javasolja a barátnőjének, hogy írjon Borisnak, aki láthatóan örömmel fogadja a lány üzeneteit. Majd Cairo egy merész döntést hoz. Mindketten levetkőznek, csókolózni kezdenek, és erről képeket készítenek, hogy elküldjék Borisnak. Boris a fotókat látva elhagyja Jonathanék házát. Ekkor hívást kapnak az iskolából, és Beatrice átadja a telefont férjének. Kiderül, hogy Cairo az igazgatóhelyettesnek adta le a beadandóját, és az egész iskola tudomást szerzett Jonathan és Cairo viszonyáról. Beatrice megdöbben, és számon kéri férjét, hogy történt-e valami kettejük között, de a férfi azt mondja, nem volt semmi. Másnap Cairo nem megy be az órára, helyette az igazgatói irodában van. Az igazgatóhelyettes mindkettőjüket kikérdezi. Cairo elmondja, hogy Jonathan előre megadta neki a félévi feladatot. Cigarettáztak együtt, és néhányszor az iskolán kívül is találkoztak, valamint volt egy nézeteltérésük az írás miatt.
Jonathant is kikérdezik, aki zavarban van és habozva válaszol. Az igazgatóhelyettes végül úgy dönt, hogy azonnal felfüggeszti a tanárt. Később Boris kioktatja barátját, hogy fel kellett volna ismernie a határokat, és nem lett volna szabad átlépnie őket. Ezután otthagyja Jonathant. Otthon a férfi elmondja feleségének, hogy kirúgták. Beatrice elkezd kételkedni benne, és újra megkérdezi, hogy történt-e valami közte és Cairo között. Jonathan ismét tagad, de a felesége nem hiszi el. Beatrice azt kérdezi, érez-e valamit a lány iránt. Jonathan nem válaszol, és ebből heves vita kerekedik. Elkezdenek egymás hibáival vádaskodni, míg végül Beatrice kijelenti, hogy el akar válni. Közben Winnie találkozik Cairóval, és elmondja neki, hogy amit tett, az a tanárok állásába került. Cairót azonban ez már nem érdekli. Azt mondja, Jonathan alábecsülte őt, de most megtudja, ki is ő valójában. Winnie közli, hogy ellene fog tanúskodni, de Cairo megzsarolja, hogy ha így tesz, akkor elmondja, milyen képeket küldtek Borisnak, és akkor őt is kirúgják. Winnie azt mondja, hogy ez nem játék, amire Cairo azt feleli, hogy igaza van. Ez élete eddigi legnagyobb eredménye. Ezt a történetet fogja elmesélni az egyetemi felvételijében, miközben írása befejezését olvassa fel. Jonathan hátra megy a fészerbe, leül a laptopja elé, és írni kezd. Úgy tűnik, végre megjött neki a várva várt ihlet. A zárójelenetben a nevelőtestület épülete előtt találkoznak.

## Szereplők
| Szerep               | Színész            | Magyar hang    |
| -------------------- | ------------------ | -------------- |
| Jonathan Miller      | Martin Freeman     | Görög László   |
| Cairo Sweet          | Jenna Ortega       | Staub Viktória |
| Winnie Black         | Gideon Adlon       | Nagy Blanka    |
| Boris Fillmore       | Bashir Salahuddin  | Olt Tamás      |
| Beatrice June Harker | Dagmara Domińczyk  | Kiss Eszter    |
| Joyce Manor          | Christine Adams    | Pálmai Anna    |
| Elliot               | Augustine Hargrave | Gacsal Ádám    |

## Fordítás
- Ez a szócikk részben vagy egészben  a   Miller's Girl című angol Wikipédia-szócikk fordításán alapul.  Az eredeti cikk szerkesztőit annak laptörténete sorolja fel. Ez a jelzés csupán a megfogalmazás eredetét és a szerzői jogokat jelzi, nem szolgál a cikkben szereplő információk forrásmegjelöléseként.